# استحاله هم دما
استحاله هم‌دما یا گذار فاز هم‌دما (به انگلیسی: Isothermal Phase Transition) مرحله‌ای از تغییر فاز یک ماده است. در این مرحله از فرایند تغییر فاز، دمای ماده در اثر انتقال انرژی گرمایی (گرفتن گرما از سیستم یا دادن انرژی به آن) تغییر نمی‌کند.

## تغییر فاز ماده
برای تغییر فاز یک ماده ابتدا با انتقال گرما (دادن یا گرفتن انرژی) دمای ماده را به دمای مورد نیاز برای تغییر فاز آن می‌رسانیم. مقدار این انرژی متناسب با ظرفیت گرمایی ویژهٔ ماده و جرم آن تعیین می‌شود. (Q=mcΔT) بعد از رسیدن ماده به این دما، ادامهٔ انتقال انرژی صرف تغییر فاز ماده می‌شود؛ در حالی که دمای آن ثابت می‌ماند. مقدار این انرژی نیز متناسب با جرم ماده و گرمای نهان آن مشخص می‌شود. (Q=mL) پس از صرف این میزان انرژی، حالت ماده تغییر می‌کند. بعد از رسیدن به این مرحله با ادامهٔ انتقال انرژی می‌توان دمای ماده را تغییر داد.
به عنوان مثال یخ با دمای ۲۰- درجهٔ سانتی‌گراد را در نظر بگیرید. ابتدا با دادن گرما به یخ، دمای آن را به ۰ درجه می‌رسانیم. (دمای ذوب یخ) سپس با ادامهٔ دادن گرما به یخ، حالت یخ از جامد شروع به تغیر به مایع می‌کند اما همچنان دمای آن ثابت است تا جایی که همهٔ یخ تغییر فاز بدهد. پس از آن دوباره با دادن انرژی، دمای آب مایع را به ۱۰۰ درجهٔ سانتی‌گراد می‌رسانیم. (نقطه جوش آب) ادامهٔ انتقال انرژی باعث تغییر حالت آب مایع به بخار آب (گاز) می‌شود. دقت شود که در این مرحله هم دما ثابت است.

## علت ثابت ماندن دما

### در ذوب و تبخیر
ذوب شدن یخ را در نظر بگیرید. با دادن گرما به یخ، به آن انرژی منتقل می‌کنیم که باعث افزایش انرژی جنبشی مولکول‌های آن می‌شود. از آنحایی که دما به صورت متوسط انرژی جنبشی ذرات یک سیستم تعریف می‌شود، پس باید دمای سیستم افزایش پیدا کند. اما در استحالهٔ هم‌دما، این انرژی به جای افزایش دما، صرف از بین بردن نیروهای بین مولکولی ماده می‌شود. به این شکل که با افزایش انرژی جنبشی مولکول‌ها، ارتعاش آنها بیشتر شده و فاصلهٔ آنها هم افزایش می‌یابد. در نتیجه نیروهای بین مولکولی ضعیف شده و با ادامهٔ انتقال انرژی، از بین می‌روند. در واقع انرژی درونی ماده تغییر می‌کند و به جای تأثیر بر دمای ماده، بر فاز ماده اثر می‌گذارد.
در تبخیر نیز پس از رسیدن آب به دمای ۱۰۰درجه، با گرما دادن به آب، جنبش مولکول‌ها و انرژی آنها افزایش می‌یابد و از انرژی پیوندها بیشتر می‌شود. پس می‌توانند بر این پیوندها غلبه کنند و آنها را بشکنند. به این ترتیب وابستگی‌ای به سایر مولکول‌های آب نخواهند داشت و می‌توانند آزادانه حرکت کنند. البته بین مولکول‌های آب در حالت گازی هم نیروهای بین مولکولی وجود دارد اما به مراتب ضعیف‌تر از حالت مایع است.

### در انجماد و میعان
در فرایند میعان یک ماده، انرژی‌ای که برای تبدیل حالت جامد آن ماده به گاز به آن داده شده بود (در اینجا گرمای میعان نامیده می‌شود) باید آزاد شود؛ یعنی مولکول‌های گازی‌شکل ماده که آزادانه حرکت می‌کنند را باید گرفت و به کمک نیروهای بین مولکولی در کنار هم در یک شبکه نگه داشت. تصور کنید تعدادی از مولکول‌ها در این شبکه قرار گرفته‌اند؛ یعنی نیروی بین مولکولی آنها افزایش یافته و به حالت مایع تبدیل شده‌اند. در این صورت گرفتن سایر مولکول‌های گازی، باعث برخورد آنها با مولکول‌های این شبکهٔ مایع خواهد شد. در نتیجه مقداری از انرژی جنبشی مولکول‌های گازی به مولکول‌های موجود در مایع منتقل می‌شود. این برخورد و انتقال انرژی ممکن است باعث خروج مولکول‌های مایع از شبکهٔ آن و تبدیل دوباره به حالت گازی شود. برای جلوگیری از این اتفاق این انرژی باید تلف شود. اما با وجود اتلاف انرژی میعان، دما کاهش نمی‌یابد؛ چرا که اتلاف انرژی از طریق مقابلهٔ انرژی درونی مولکول‌های مایع با انرژی جنبشی وارد به آنها صورت می‌گیرد. پس دما تغییر نمی‌کند و فاز مولکول‌های آب از گاز به مایع تبدیل می‌شود.
در انجماد هم به اندازهٔ گرمای ذوب دریافت شده توسط مولکول‌های مایع که اکنون گرمای انجماد نامیده می‌شود، باید انرژی تلف شود که این فرایند همانند فرایند میعان طی می‌شود و ماده بدون تغییر دما، تغییر فاز می‌دهد.

## فشار و دما
تغییر فاز مواد به فشارهم بستگی دارد. برای نمونه می‌توان به وابستگی نقطه جوش آب به فشار هوا اشاره کرد؛ یعنی دمای تغییر حالت مواد بسته به فشار محیط تغییر می‌کند؛ بنابراین یک تغییر فاز هم‌دما است اگر فشار نیز همزمان ثابت باشد.

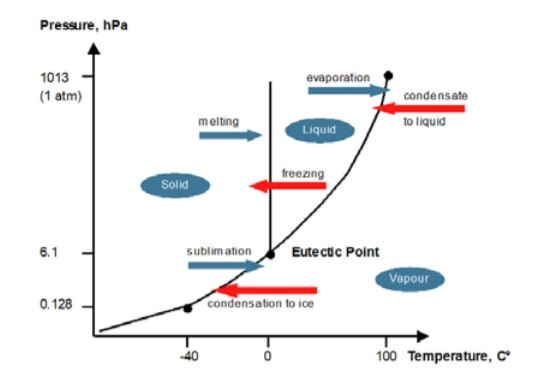